# Museo Ferruccio Lamborghini

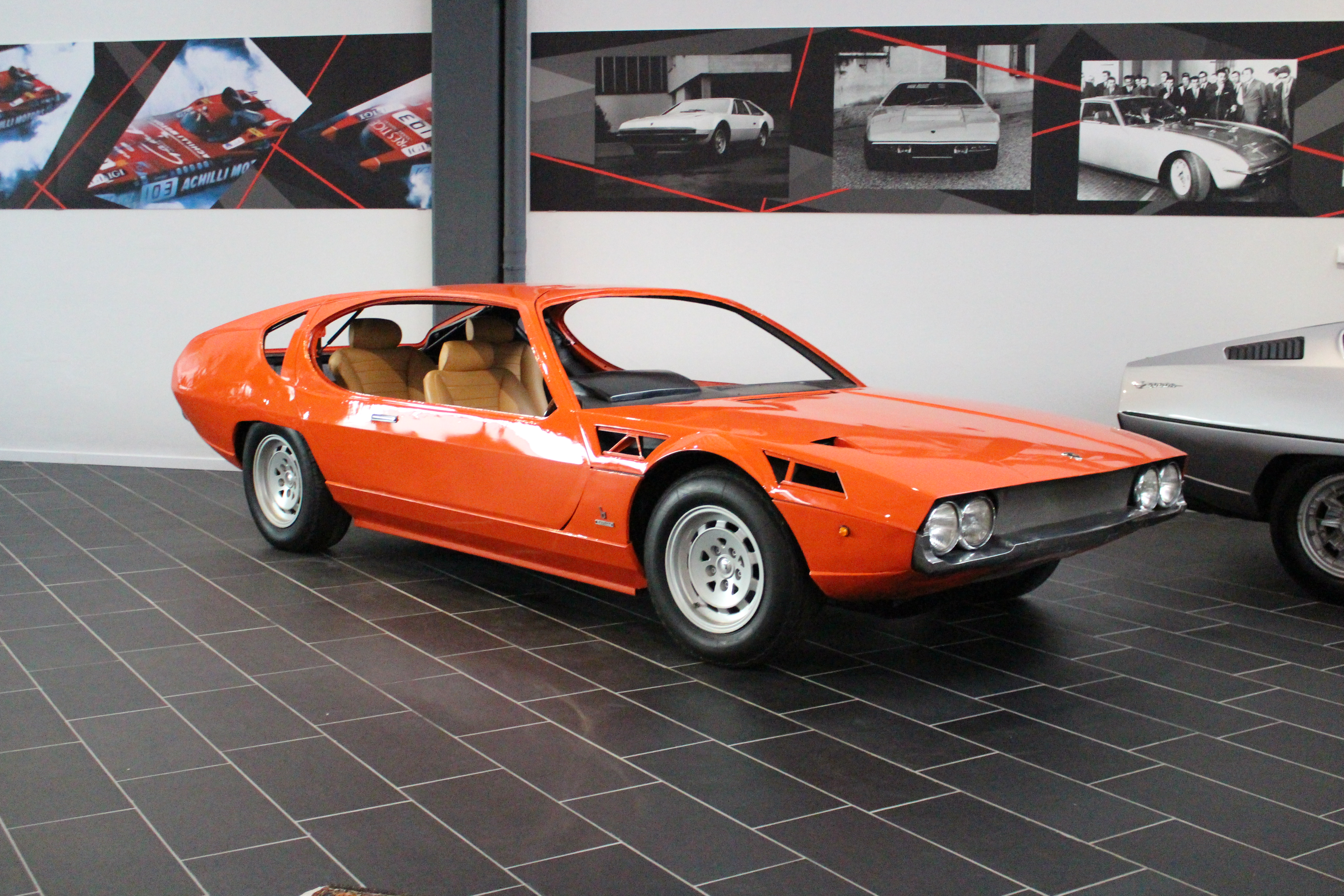
Prototipo Lamborghini Espada

Il Museo Ferruccio Lamborghini è un museo con sede a Funo di Argelato in Italia, dedicato a Ferruccio Lamborghini.

## Il museo
Il museo, fondato dal figlio Tonino, è incentrato sulla vita e sui veicoli prodotti da Ferruccio Lamborghini, fondatore della Lamborghini, raccontandolo attraverso le sue creazioni meccaniche e un archivio fotografico di famiglia.

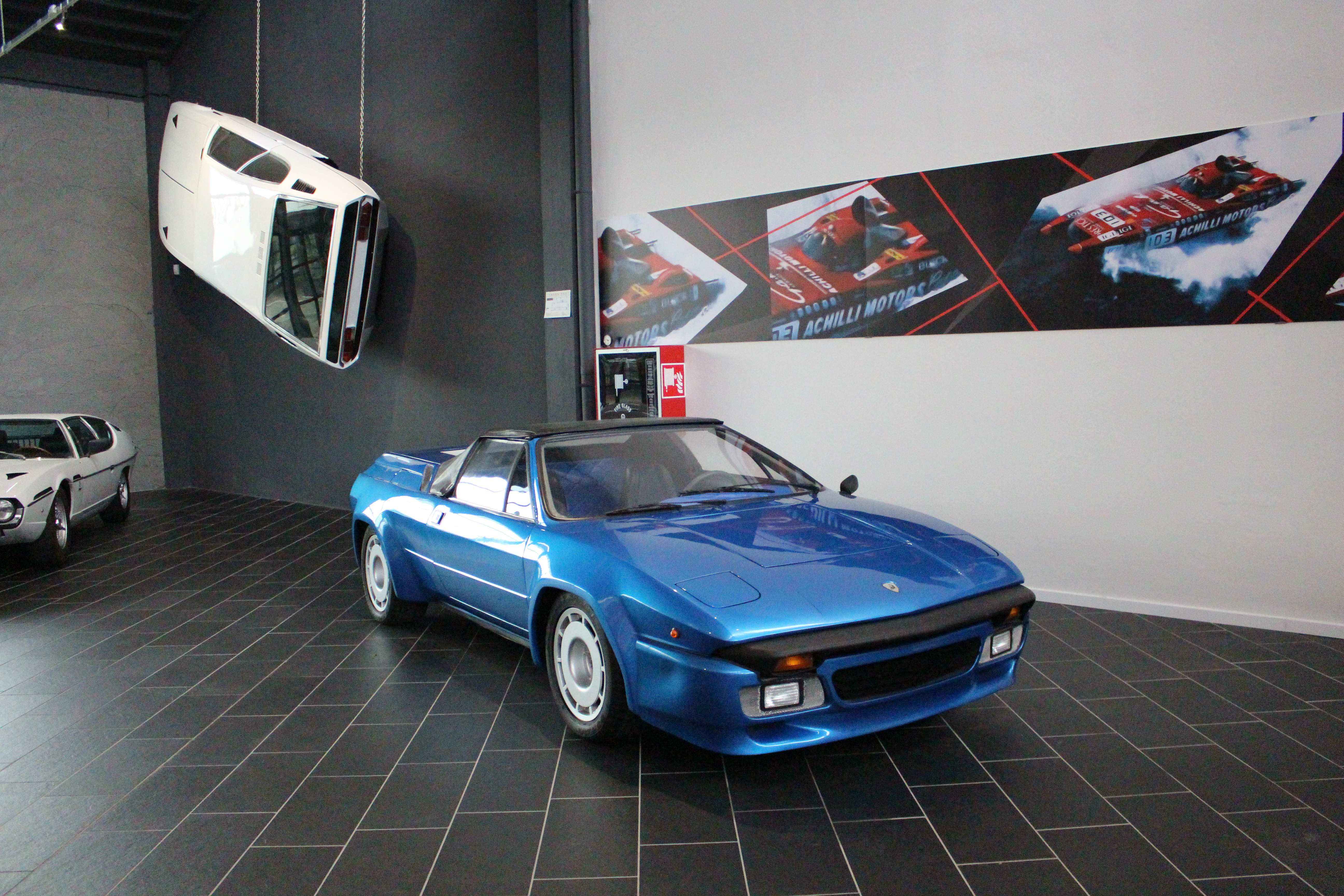
Prototipo di una Jalpa Cabrio

Fondato nel 1995, la sua prima sede era nel ferrarese, a Dosso di Sant'Agostino; in seguito nel 2014 venne spostato in una ex fabbrica Lamborghini ad Argelato.
Il primo museo fu inaugurato accanto allo stabilimento Lamborghini Calor. Dopo 19 anni, il figlio Tonino decise di spostare il museo nei pressi di Bologna, dedicandogli un nuovo spazio espositivo.
Al suo interno, il museo ospita le varie produzioni industriali della Lamborghini, dal primo trattore Carioca che ha dato vita al settore dei trattori nel 1947, alle auto sportive degli anni cinquanta, sessanta e settanta. Nella struttura è contenuta la collezione personale di Ferruccio Lamborghini e comprende la Miura SV, la Fiat Barchetta Sport modificata per partecipare alla competizione Mille Miglia del 1948, la Countach, la Jarama, l'Urraco e l'Espada.
Sono inoltre presenti un prototipo di elicottero e l'offshore Fast 45 Diablo Classe 1 di 13,5 metri con motore Lamborghini.